# Графор
ГРАФОР («Графическое РАсширение ФОРтрана») — библиотека векторной графики на языке Фортран, разработанная в Институте прикладной математики в 1970-x годах под руководством Баяковского Ю. М., изначально для ЭВМ БЭСМ-4. Была портирована на распространенные в СССР платформы (БЭСМ-6, ЕС ЭВМ, СМ ЭВМ и др.) и получила широкое распространение в СССР и странах СЭВ.
За время существования библиотеки у неё появилось множество форков: Графор-А, Графор-БГП, Графор-GTL и др.
В наши дни лаборатория компьютерной графики и мультимедиа ВМК МГУ распространяет саму библиотеку (в бинарном виде) и документацию к ней; также доступны исходные тексты одной из версий библиотеки.